# Санрајз (Флорида)
Санрајз (енгл. Sunrise) град је у САД, у савезној држави Флорида (округ Бравард). По попису становништва из 2010. у њему је живело 84.439 становника. Изворно име града је било Сансет („Залазак сунца“; енгл. Sunset) али је промењено у Санрајз („излазак сунца“) да би се анимирала туристичка организација у граду.
У граду је седиште хокејашке екипе Флорида пантерси која се такмичи у НХЛ лиги.

## Географија
Санрајз се налази на надморској висини од 0 m.

## Демографија
Према попису становништва из 2010. у граду је живело 84.439 становника, што је 1.340 (1,6%) становника мање него 2000. године.
|                   | 2010.           | 2000.           |
| Укупно            | 84 439 (100,0%) | 85 779 (100,0%) |
| Белци             | 31 016 (36,73%) | 48 863 (56,96%) |
| Афроамериканци    | 26 863 (31,81%) | 17 557 (20,47%) |
| Хиспаноамериканци | 21 621 (25,61%) | 14 655 (17,08%) |
| Азијати           | 3 439 (4,073%)  | 2 642 (3,080%)  |
| Остали            | 1 500 (1,776%)  | 2 062 (2,404%)  |